# London-Marathon 2001
| 21. London-Marathon    | 21. London-Marathon               |
| ---------------------- | --------------------------------- |
| Stadt                  | London, Vereinigtes Königreich    |
| Datum                  | 22. April 2001                    |
| Distanz                | 42,195 Kilometer                  |
| Sieger                 |                                   |
| Männer                 | Abdelkader El Mouaziz (2:07:11 h) |
| Frauen                 | Derartu Tulu (2:23:57 h)          |
| ← London-Marathon 2000 | London-Marathon 2002 →            |
| Website                | Offizielle Website                |

Der London-Marathon 2001 (offiziell: Flora London Marathon 2001) war die 21. Ausgabe der jährlich stattfindenden Laufveranstaltung in London, Vereinigtes Königreich. Der Marathon fand am 22. April 2001 statt.
Bei den Männern gewann Abdelkader El Mouaziz in 2:07:11 h, bei den Frauen Derartu Tulu in 2:23:57 h.

## Ergebnisse

### Männer
| Platz | Athlet                | Land                   | Zeit (h) |
| ----- | --------------------- | ---------------------- | -------- |
| 01    | Abdelkader El Mouaziz | Marokko                | 2:07:11  |
| 02    | Paul Tergat           | Kenia                  | 2:08:15  |
| 03    | António Pinto         | Portugal               | 2:09:36  |
| 04    | Tesfaye Jifar         | Äthiopien              | 2:09:45  |
| 05    | Japhet Kosgei         | Kenia                  | 2:10:45  |
| 06    | Mark Steinle          | Vereinigtes Königreich | 2:10:46  |
| 07    | Takayuki Inubushi     | Japan                  | 2:11:42  |
| 08    | Abel Antón            | Spanien                | 2:11:57  |
| 09    | Hendrick Ramaala      | Südafrika              | 2:12:02  |
| 10    | Gert Thys             | Südafrika              | 2:12:11  |

### Frauen
| Platz | Athletin           | Land      | Zeit (h) |
| ----- | ------------------ | --------- | -------- |
| 01    | Derartu Tulu       | Äthiopien | 2:23:57  |
| 02    | Svetlana Zacharova | Russland  | 2:24:04  |
| 03    | Joyce Chepchumba   | Kenia     | 2:24:12  |
| 04    | Lidia Șimon        | Rumänien  | 2:24:15  |
| 05    | Elfenesh Alemu     | Äthiopien | 2:24:29  |
| 06    | Nuța Olaru         | Rumänien  | 2:25:18  |
| 07    | Alina Iwanowa      | Russland  | 2:25:34  |
| 08    | Tegla Loroupe      | Kenia     | 2:26:10  |
| 09    | Adriana Fernández  | Mexiko    | 2:26:22  |
| 10    | Madina Biktagirowa | Russland  | 2:27:14  |